# Nordwesteuropa
Der Raum Nordwesteuropa ist eine Großregion Europas. Als INTERREG III B NWE ist er als Fördergebiet des Europäischen Fonds für regionale Entwicklung (EFRE) ausgewiesen. Das Gebiet umfasst eine Fläche von etwa 787.400 km². Mit knapp 171 Millionen Einwohnern leben dort etwa 45 % der Bevölkerung der EU. Die Bevölkerungsdichte liegt bei circa 217 Einwohnern pro km² und damit weit über dem EU-Durchschnitt von 115 Einwohnern pro km². Als einziges Nicht EU-Mitglied gehören auch Teile der Schweiz zum Fördergebiet.
Das Gebiet umfasst nach EU-Definition Belgien, Luxemburg, das Vereinigte Königreich sowie Irland mit ihrem gesamten Staatsgebiet. Außerdem gehören folgende Regionen zum Fördergebiet:
- Frankreich: die Regionen Nord-Pas-de-Calais, Picardie, Normandie, Île de France, Centre-Val de Loire, Champagne-Ardenne, Lothringen, Bourgogne, Elsass, Franche-Comté, Bretagne, Pays de la Loire.
- Deutschland: die Länder Baden-Württemberg, Hessen, Niedersachsen, Nordrhein-Westfalen, Rheinland-Pfalz, Saarland und in Bayern die Regierungsbezirke Schwaben, Unter-, Mittel- und Oberfranken.
- Niederlande: die Provinzen Overijssel, Gelderland, Flevoland, Utrecht, Noord-Holland, Zuid-Holland, Zeeland, Noord-Brabant und Limburg.
- Schweiz: die Kantone Basel-Stadt, Basel-Landschaft, Aargau, Solothurn, Bern, Jura, Uri, Schwyz, Obwalden, Kanton Nidwalden, Luzern, Glarus, Zug, Zürich und Neuenburg.

Eine über diese administrative Abgrenzung hinausgehende genauere Abgrenzung anhand geographischer Kriterien gibt es jedoch nicht. Weder eine naturräumliche noch eine geopolitische Abgrenzung ist hier ohne weiteres durchführbar.

## Kulturareal
Die von Christian Giordano und anderen Wissenschaftlern „Nordwesteuropa“ genannte historische Region Europas – die als Wiege des Kapitalismus, der Industriegesellschaft und der modernen Demokratien gilt –, geht weit über die administrativ-geografische Festlegung hinaus und umfasst zudem u. a. Deutschland, Österreich und die Schweiz sowie weite Teile Skandinaviens.